# Rhytidoponera metallica
Rhytidoponera metallica är en myrart som först beskrevs av Smith 1858.  Rhytidoponera metallica ingår i släktet Rhytidoponera och familjen myror. Inga underarter finns listade i Catalogue of Life.

## Bildgalleri

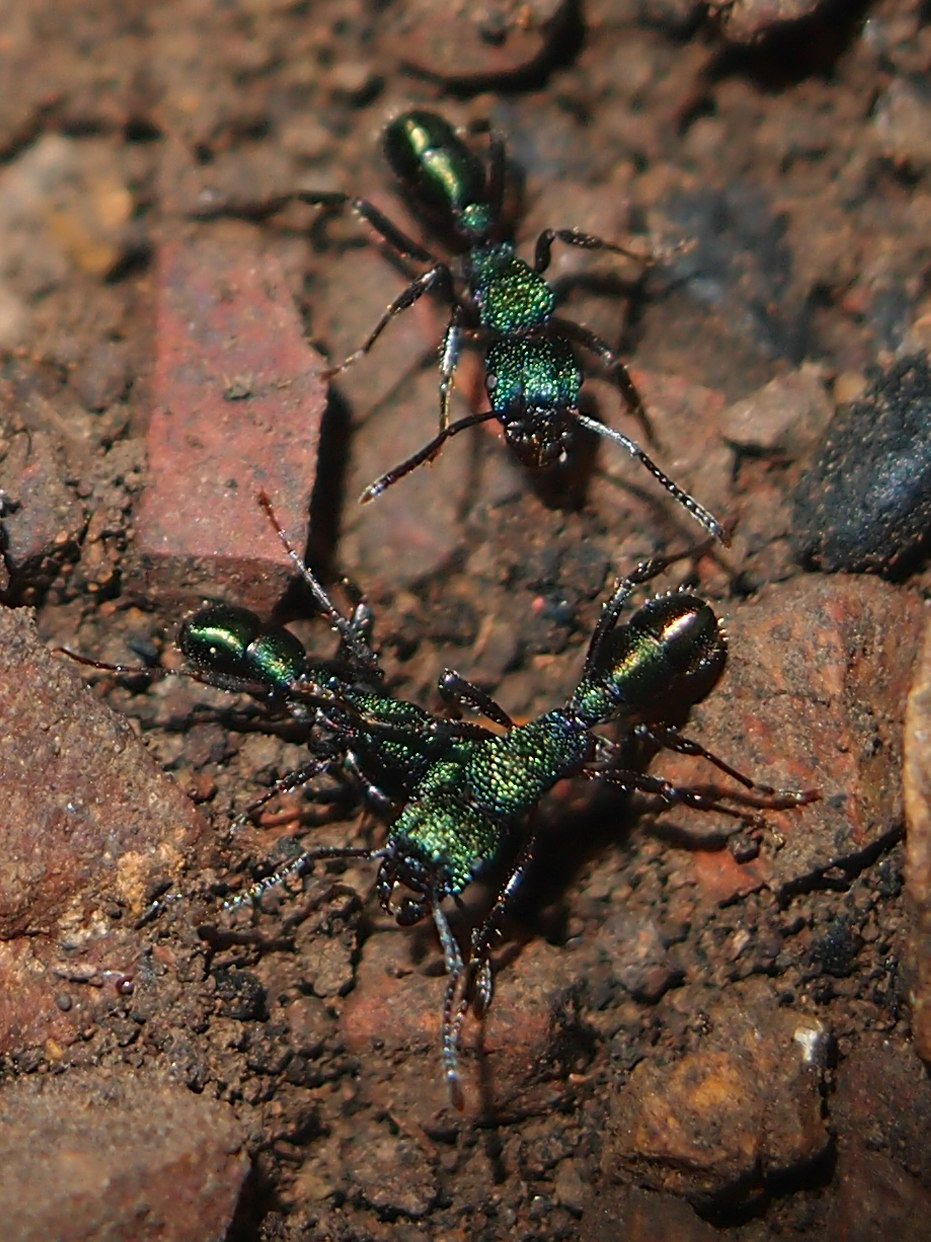